# Stenocercus variabilis
Stenocercus variabilis este o specie de șopârle din genul Stenocercus, familia Tropiduridae, descrisă de Boulenger 1901. Conform Catalogue of Life specia Stenocercus variabilis nu are subspecii cunoscute.